# 白 (姓)
白（はく）は、漢姓のひとつ。『百家姓』の267番目。回族の間では「馬」「丁」と並べて人数の多い姓の1つである。
2020年の中華人民共和国の第7回全国人口調査（国勢調査）に基づく姓氏統計によると中国で68番目に多い姓であり、432.46万人がいる。一方、台湾の2018年の統計では第82位で、33,354人がいる。

## 著名な人物
- 白起 - 戦国時代の秦の武将。
- 白居易 - 唐の詩人。
- 白仁甫 - 元曲作家。
- 白崇禧 - 中華民国の軍人。回族。
- 白光 (女優) - 中華民国の女優。本名は史永芬。
- 白文奇 - 中華人民共和国の軍人。モンゴル族。
- 白雪 (陸上選手) - 陸上選手。
- バイ・リン（白霊） - 女優。
- 白冰冰 - 台湾の芸能人、社会運動家。
- ビアンカ・バイ（白歆恵）- 台湾のモデル・女優。
- By2 - シンガポールの双子歌手（白緯芬、白緯玲） 。
- 白岩松 - ニュースキャスター、司会者、番組制作者、高級編集員。

### 架空の人物
- 白勝 - 水滸伝の登場人物。